# 久保千代志
久保 千代志（くぼ ちよし 1952年7月27日 - ）は元競輪選手、現在は競輪評論家。北海道出身。日本競輪学校（当時。以下、競輪学校）第29期生。現役時は日本競輪選手会愛知支部 → 北海道支部→ 愛知支部。師匠は黒須修典で、高橋健二（30期）は同門にあたる。

## 戦績
北海高等学校を中退後、集団就職で愛知県に居を構えてトヨタ自動車工業に入社。高校時代よりスケート競技を行ない社会人になっても続けていたが、そこで会社の同僚から競輪を紹介され、トヨタを退社して俗に「黒須道場」と称するグループの主宰者である黒須修典に弟子入り。1971年に競輪学校に合格し第29期生として入学。同期には阿部良二、加藤善行、天野康博らがおり、『花の29期生』と呼ばれた。翌1972年にデビューし、初戦はホームバンクである名古屋競輪場で迎えて1着となる。
全盛期には中野浩一と公私の面で繋がりが深くなり、自ら「中野浩一の教育係」と称し、高橋健二とともに中野の相談相手となっていただけでなく、度々中野とラインを組んで戦ったことも少なくなかった。また中野が新人の頃、久留米に帰っても孤立状態になっていたとき、久保がしばし中野の参謀役的な形で暗躍する。後には久保が「アニィ」 と前々から慕ってやまなかった藤巻昇も味方に取り入れ、フラワーラインに対抗する「中野シンパライン」を結成する立役者となった。
1981年の高松宮杯決勝戦では、菅田順和の逃げに乗り直線で一気に突き抜けて優勝するが、これは菅田順和とも世界選手権出場を契機とする関係が深く、この時はあえて中野を敵に回して菅田マークから勝ち取ったもので、久保にとっては唯一のGIタイトルとなった。また同年の世界自転車選手権、プロ・ケイリン（チェコスロバキア・ブルノ）では3位に入り、日本人選手として同種目初のメダルを獲得している。
その後は藤巻昇を慕って郷里の北海道へ戻る形で移動し、長らく第一線で活躍を続ける。現役末期には北海道から再び愛知に登録を移動し、1997年に引退した。引退後は解説者として競輪中継の専門解説を中心に活動している。

## 主な獲得タイトル
- 1981年 - 高松宮杯競輪（大津びわこ競輪場）

## エピソード
- 現役時は彫りの深い顔立ち、つまり「男前」の風貌であったことから『競輪界の草刈正雄』とも称された。実際のところ久保のマスクにほれ込んだ、とある芸能プロダクションから「競輪をやめてうちに来ないか」という誘いを受けたことがあったそうである[1]。現在もその風貌は健在で、解説者として出演する競輪の番組などで往年のエピソードに触れることもある。
- 自身の談によると、競輪選手として競輪学校で合宿練習をやるようになったのは、久保と中野が最初とのこと。